# Wilhelm Schuppe
Wilhelm Schuppe (Brieg, 5 maggio 1836 – Breslavia, 29 marzo 1913) è stato un filosofo tedesco.
È considerato il maggior rappresentante di quella corrente che fu detta filosofia dell'immanenza e che in Italia ebbe una certa eco, soprattutto attraverso il pensiero di Piero Martinetti.

## Il pensiero
Il pensiero di Schuppe fu influenzato dal positivismo e dall'empiriocriticismo e, pur sviluppandosi in una concezione originale, di questi mantenne sempre l'istanza dell'aderenza all'esperienza e del rifiuto di ogni metafisica.
Al centro della sua filosofia fu il problema della conoscenza, che risolse negando una separazione tra soggetto e oggetto della conoscenza, anche se affermò poi che questa distinzione è essenziale alla conoscenza stessa nell'opera Logica della teoria della conoscenza, del 1878.
L'autore sostenne che sia il soggetto sia l'oggetto, nel caso si separassero e assumessero una indipendenza rispetto all'altro polo della conoscenza, diverrebbero irreali, pure astrazioni.
Schuppe elaborò la convinzione che il "mondo è raccolto nell'io", non in un senso idealistico, piuttosto con il significato di poter esistere solo in quanto oggetto di indagine e quindi di conoscenza.
L'oggetto del pensiero, secondo Schuppe, non deve essere confuso con l'essenza stessa del pensiero, però è pur sempre un contenuto della coscienza e, proprio per questo motivo, è definibile come immanente alla coscienza stessa.
Il soggetto non esiste indipendentemente dalla sua attività e la sua individualità si fonda nella diversità dell'esperienza.
La base dell'attività del soggetto è però, secondo il filosofo tedesco, una coscienza generica, che è la condizione e il fondamento dell'attività singola della coscienza individuale, come ben descritto in Lineamenti di teoria della conoscenza e logica del 1894.